# Georgi Petrowitsch Bachmetew

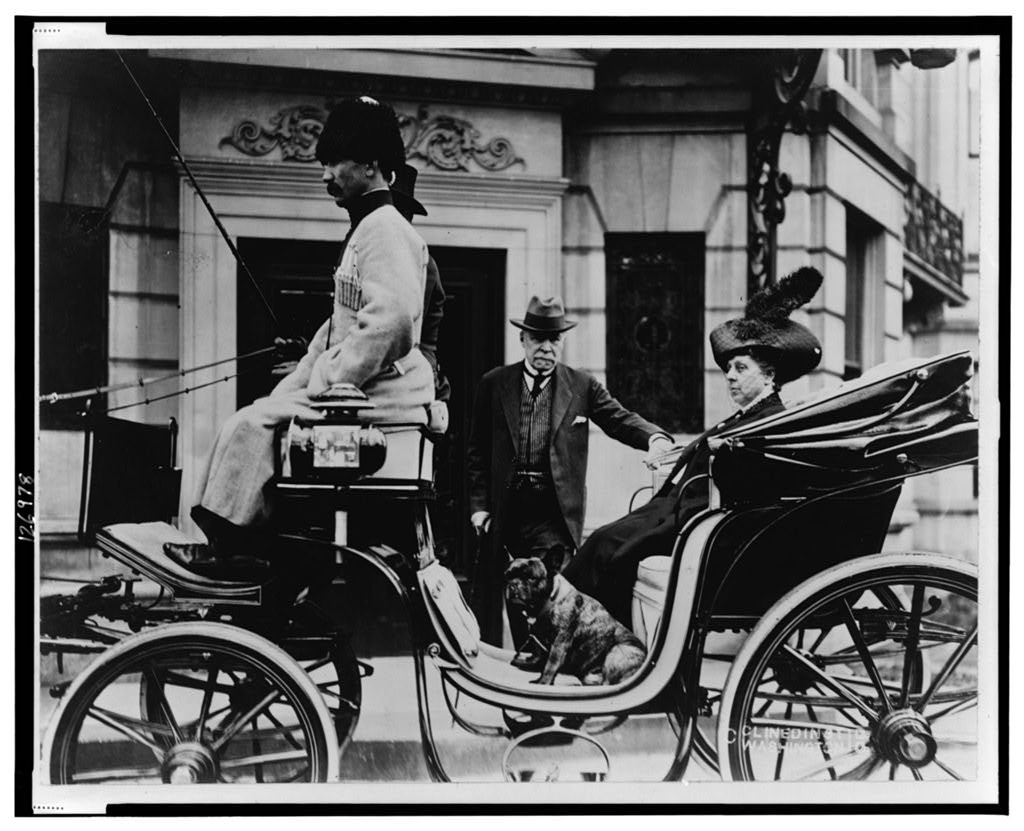
Georgi Bachmetew mit Gattin (1912).

Georgi Petrowitsch Bachmetew (russisch Георгий Петрович Бахметев; eigentlich Juri Petrowitsch Bachmetew, russisch Юрий Петрович Бахметев; * 1848; † 29. August 1928 in Paris) war ein russischer Diplomat. Er wurde 1900 zum Kammerherr und Staatsrat, 1908 zum Hofmeister ernannt.

## Leben
Bachmetew entstammte einer Adelsfamilie und studierte an der Oxford University. 1870 trat er in den Dienst des russischen Außenministeriums. 1874 wurde er Zweiter Sekretär der russischen Gesandtschaft in den Vereinigten Staaten, 1879 Zweiter Sekretär der russischen Botschaft in Paris und 1883 Erster Sekretär an der russischen Gesandtschaft in Athen. 1897 wurde er zum Ministre plénipotentiaire in Bulgarien ernannt. Von 1908 bis 1911 war er Botschafter in Japan. Zwischen 1908 und 1911 war er im Außenministerium tätig. Von 1911 bis April 1917 war er schließlich Botschafter des Russischen Reichs in den Vereinigten Staaten.
Nach der Februarrevolution 1917 emigrierte er nach Frankreich. Hier engagierte er sich für die Unterstützung russischer Flüchtlinge und vertrieb zaristische Propagandamaterialien. Er starb 1928 im Exil in Paris. Er wurde auf dem Friedhof von Batignolles beigesetzt.
Bachmetew war nicht verwandt mit seinem Nachfolger in Washington, Boris Alexandrowitsch Bachmetjew.